# Свободная Ингрия

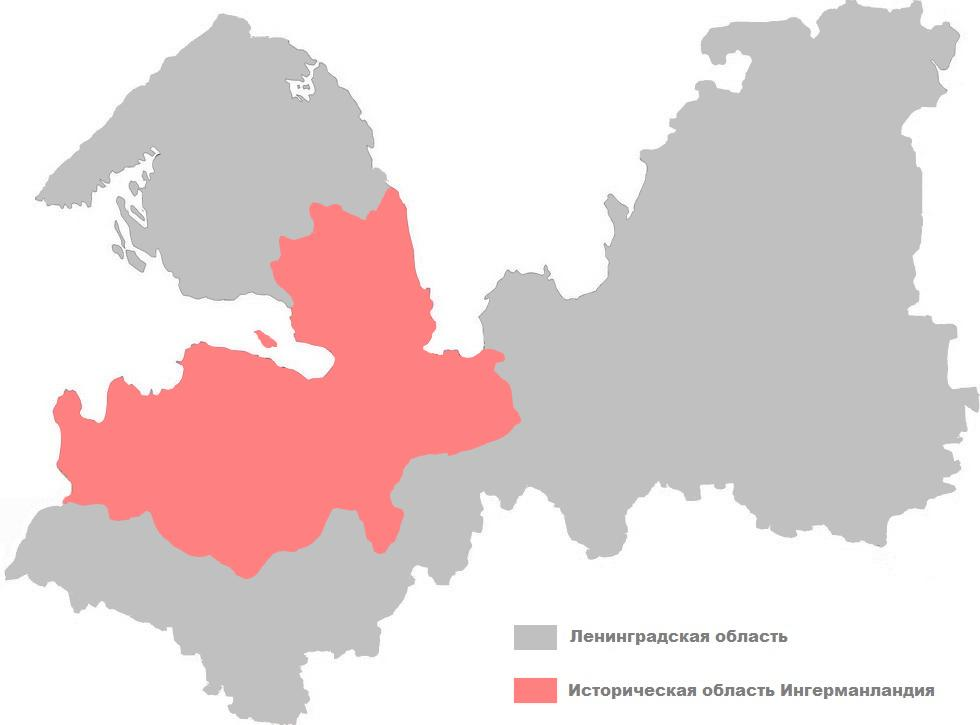
Историческая область Ингерманландия в границах территории Ленинградской области

«Свободная Ингрия» — петербургское неформальное общественное движение регионалистов, называемых также политическими ингерманландцами или «практикующими краеведами». Существует с 1998 года. Декларирует своей целью либо широкую автономию, либо полную независимость таких субъектов Российской Федерации как Санкт-Петербург и Ленинградская область. В средствах массовой информации последователей общественного движения называют ингерманландцами. Движение находится в конфронтации с национальным движением этнических ингерманландцев (финнов-ингерманландцев), по мнению активистов которого политические ингерманландцы «беспардонно воспользовались историческим словом Ингерманландия в своих политических целях, и не имеют никакого отношения к ингерманландцам настоящим».

## История
Термин «Ингрия» вышел за пределы научной литературы в начале 1990-х годов, когда его взяли в оборот радикальные националисты и вышедшие из подполья неоязычники. Первым, кто стал пропагандировать идею возрождения Ингерманландии, был идеолог петербургского неоязычества, кандидат философских наук, преподаватель научного коммунизма СПбГУ Виктор Безверхий. В середине 1990-х параллельно начали деятельность «Движение за автономию Петербурга» и группа «Независимый Петербург». Сторонники автономии отстаивали право города на особый статус в составе России и критиковали регионалистов за невыполнимые цели. «Политические ингерманландцы» апеллировали к республике Северная Ингрия — существовавшей в 1919—1920 годах в приграничном с Финляндией районе Петроградской губернии. Дискуссии утихли в начале 2000-х, когда стало ясно, что у спорщиков нет никаких реальных возможностей бороться ни за автономию, ни за независимость. Тогда же, в начале 2000-х годов, возникшее в 1998 году общество практикующих краеведов «Ингерманландия», существовавшее преимущественно в виртуальном формате, переформатировалось в неформальное общественное движение «Ингрия», сменившее позднее название на «Свободная Ингрия».
«Свободная Ингрия» участвовала во многих акциях протеста, таких как митинги против возведения на Охтинском мысу небоскрёба «Газпрома», митингах зимы 2011—2012 годов против фальсификации итогов федеральных выборов. Политическая активность движения в эти годы оставалась в русле общефедеральной протестной активности. 1 мая 2016 года «политические ингерманландцы» приняли участие в «Европейском марше» под лозунгами: «Пора вернуть эту землю себе!», «Ингрия — наша история!» и «Даешь археологический музей на Охтинском мысу!». То есть, все требования носили сугубо культурно-исторический, а не политический характер. Сторониики движения не принимали участия в избирательных кампаниях и не пытались войти в контакт с действующими политиками по вопросу объединения Санкт-Петербурга и Ленинградской области в единый субъект федерации. Движение было сосредоточено на проведении просвещенческих и этнокультурных мероприятий.
С началом вторжения России на Украину в 2022 году риторика спикеров движения стала более радикальной. Представители «Свободной Ингрии» открыто заявили о поддержке Украины и перспектив распада Российской Федерации на Форуме свободных народов пост-России. А в июле 2023 года было заявлено о создании добровольческого вооружённого формирования в составе Интернационального легиона вооружённых сил Украины — взвода «Свободная Ингрия». Предполагалось, что на фронт отправятся координаторы движения Павел Мезерин (позывной «Пауль») и Денис Угрюмов (позывной «Натан»), тем не менее, по итогу единственным солдатом во взводе стал Мезерин. Однако уже 1 ноября 2023 года, тот покинул линию фронта из-за конфликта с представителями ВСУ, не желавшими считать Мезерина за отдельное и самостоятельное подразделение.

## Цели
Целью общественного движения «Свободная Ингрия» декларируется объединение Санкт-Петербурга и Ленинградской области в единый субъект федерации с приданием новому региону названия Ингерманландия или Ингрия. Некоторые активисты призывают к созданию независимой Ингрии как четвёртой прибалтийской республики в случае отказа Москвы от реальной федерализации России. Процесс, в ходе которого должно осуществляться конструирование новой региональной ингерманландской идентичности, получил у сторонников общественного движения название «практикующее краеведение».
Ингерманландия (Ингрия), это историческая область на северо-западе современной России, границы которой сформировали шведская провинция Ингерманланд и территория компактного расселения ингерманландских финнов. В настоящее время территория исторической области Ингерманландия определяется исходя из границ существовавших в тридцатых годах XX века финских лютеранских приходов Церкви Ингрии. На её территории располагаются Санкт-Петербург и 6 районов Ленинградской области: Волосовский, Всеволожский, Гатчинский, Кингисеппский, Ломоносовский, Тосненский, а также западная часть Кировского района до реки Лавы. Однако, «практикующие краеведы» по не озвученным причинам распространяют «границы „своей“ Ингрии на всю территорию Ленинградской области и рассматривают Санкт-Петербург как её часть». Тот факт, что Ингрия, это историческая область, то есть понятие из этнографии, истории и культурологии, а Ленинградская область, образованная в 1927 году — административно-территориальная единица, территория которой в три раза больше и в целом не имеет с Ингрией никакой исторической связи, игнорируется. Всё это предопределяет «политическую поверхностность и маргинальный формат ингерманландского движения в целом». По мнению российского историка Д. А. Коцюбинского ингерманландская идея сетевого движения заключается в подмене образа Санкт-Петербурга как города на некую «страну» финно-угорско-скандинавской этничности, культуры и истории.
Общественное движение «Свободная Ингрия» выступает против этнонационалистов. «У нас есть люди разных национальностей, мы объединяемся по принципу региона, — рассказывал онлайн-изданию „Бумага“ координатор „Свободной Ингрии“ Дмитрий Витушкин. — То есть выступаем как регионалисты, как патриоты нашего края. А таковым может быть человек хоть славянского происхождения, хоть финно-угорского». Участники движения называют «ингерманландцами» всех жителей Санкт-Петербурга и Ленинградской области. Кроме того, созданный более 100 лет назад Ээро Илмари Хаапакоски национальный флаг ингерманландских финнов активисты «Свободной Ингрии» таковым не считают, утверждают, что «к финнам он отношения не имеет» и используют по своему усмотрению.

## Критика
Регионалисты вызывают серьёзное недовольство этнических ингерманландцев. Местные жители сильно переживают из-за того, что в глазах общественности эпатажными и эксцентричными идеологами сепаратизма считают именно их, хотя в действительности они не имеют никакого отношения к деятельности «Свободной Ингрии».
Причина недовольства в том, что после массовых репрессий, которым ингерманландцы подверглись в 1930—1940-х годах, благодаря деятельности современных регионалистов у малочисленного коренного народа Ленинградской области появилась переспектива вновь попасть под каток репрессий властей. Российский историк П. В. Крылов называет это актуализацией «векового страха» — «боязнь пострадать из-за оппозиционного настроя „практикующих краеведов“, который может спровоцировать новую волну репрессий, объектом которых станут ингерманландские финны по принципу сходства этнонима».
И страх этот имеет все основания. В 2022 году с петербургской школы с изучением финского языка № 152, согласно распоряжению прокуратуры, был снят национальный флаг ингерманландцев. В 2023 году, впервые с 1989 года, во время празднования Юханнуса администрацией Ленинградской области был запрещён подъём национального флага ингерманландцев. По мнению ингерманландского активиста, журналиста А. Ю. Пюккенена: «В течение нескольких последних лет наметилась тревожная тенденция — флаг стал использоваться политическими радикалами (не имеющими отношения к ингерманландским финнам) в сочетании с сомнительными политическими лозунгами. Результат оказался плачевным: во время встреч с активистами Инкерин Лиитто представители власти не раз упрекали финнов в том, что общество использует якобы „сепаратистский флаг“, а иногда даже советовали создать какой-нибудь новый вариант флага».
В настоящее время флаг Ингерманландии является официальным флагом ингерманландской национально-культурной автономии. Российская организация ингерманландских финнов Инкерин Лиитто и газета Санкт-Петербургской организации Союза ингерманландских финнов «Инкери» неоднократно выступали против использования национального флага ингерманландских финнов в качестве символики любых других организаций: «недопустимо, когда в политических акциях с сомнительными лозунгами используется флаг, по сути украденный у малочисленного народа, являющийся его символом», но никакой реакции со стороны регионалистов не последовало. В связи с этим обществом Инкерин Лиитто была запущена процедура официальной регистрации в Минюсте России флага Ингерманландии как национального флага ингерманландских финнов. Как утверждает один из основателей Инкерин Лиитто, вице-спикер Парламента зарубежных финнов В. А. Кокко:

Они размахивают нашими флагами и думают, что это флаги Ингерманландии. Нет, это флаг ингерманландских финнов.

Позицию ингерманландских финнов поддерживает и Евангелическо-лютеранская церковь Ингрии. Использование флага в качестве политического символа воспринимается ингерманландцами как провокация и вызывает у них искреннее возмущение: «Вы можете считать себя кем угодно, но мы, ингерманландские финны, требуем прекратить использование национального флага». По мнению ведущего специалиста по истории Ингерманландии профессора В. И. Мусаева, это флаг именно ингерманландских финнов:

На мой взгляд, эти борцы за свободную Ингрию не вполне законно его используют. У них, конечно, есть право иметь символику, но пусть тогда придумывают свою. Потому что таким образом они просто компрометируют ингерманландское движение.

## Преследование
В 2016 году сотрудники ФСБ задержали Артема Чеботарёва — администратора паблика «Свободная Ингрия» в социальной сети «ВКонтакте». Ему предъявили обвинения по статье 282 УК РФ за комментарий во «ВКонтакте» «экстремистского содержания». Летом 2017-го по решению Генпрокуратуры был заблокирован доступ к сайту «Свободной Ингрии». В ноябре 2017 года полиция задержала активиста движения Михаила Войтенкова, обвинив его в незаконном хранении оружия.
В 2023 году координаторы движения Павел Мезерин и Максим Кузахметов были включены в реестр «иностранных агентов».
28 декабря 2024 года, в соответствии с решением Верховного Суда Российской Федерации № АКПИ24-898с от 22.11.2024 движение «Ингрия» (Свободная Ингрия, Ингерманландия) было включено в Единый федеральный список организаций признанных в соответствии с законодательством Российсской Федерации террористическими.